# Бунт в Детройте 1967 года

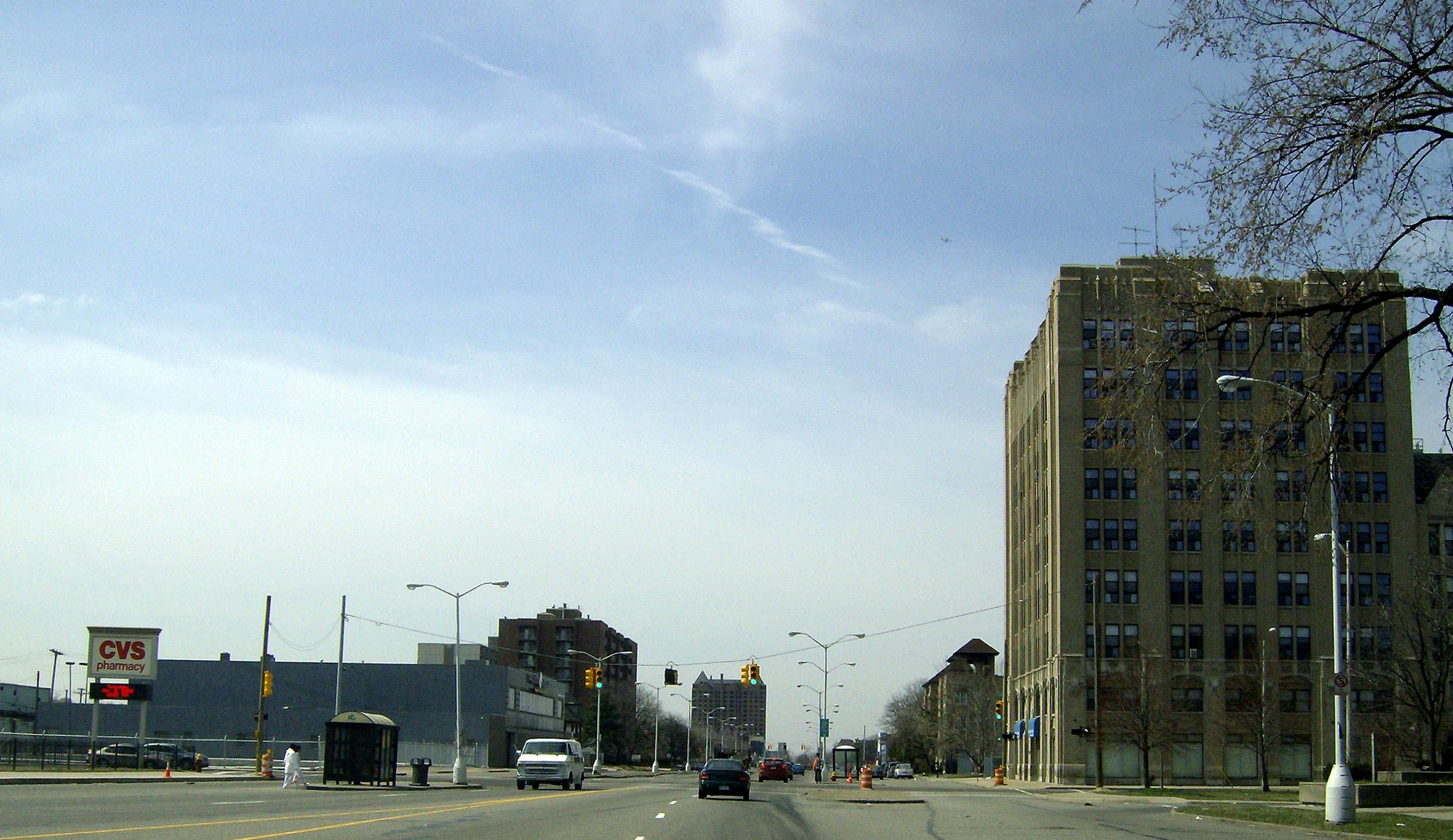
West Grand Boulevard на 12-й улице сорок лет спустя

Бунт в Детройте 1967 года (англ. 1967 Detroit riot) — массовые гражданские беспорядки, происходившие в 1967 году в городе Детройте, штат Мичиган, США. 
Бунт начался ранним воскресным утром 23 июля 1967 года. Поводом для беспорядков послужил рейд полиции на нелегальный бар, находившийся к северу от угла 12-й улицы (в настоящее время — Бульвар Розы Паркс (англ. Rosa Parks Boulevard)) и Клэрмонт-стрит (англ. Clairmount Street). Столкновение полиции с посетителями и уличными зеваками переросло в грабежи и погромы, продолжавшиеся пять дней. Впоследствии они были признаны как одни из самых разрушительных и убийственных в Соединённых Штатах Америки. Масштаб этих беспорядков в США превзошли только беспорядки в Нью-Йорке 1863 и бунт в Лос-Анджелесе 1992 года.
В полицию сообщалось, что в разных районах города (на западной стороне Вудворд-авеню, простирающейся от 12-й улицы, на Гранд-Ривер-авеню и на юг до Мичиган-авеню и Трамбалл, вблизи стадиона «Тайгер») происходят грабежи, поджоги магазинов и другие преступления. Вандализмом оказалась охвачена восточная часть Вудворд-авеню, область вокруг восточной части Гранд-Бульвар, которая идёт на восток/запад, а затем — на север/юг до Белл-Айл. С воскресенья 23 июля по четверг 27 июля в беспорядки был вовлечён почти весь город. В Детройте был введён общегородской комендантский час, запрещены продажа алкоголя, огнестрельного оружия, было неофициально сокращено рабочее время из-за гражданских волнений, которые захватили все районы города. Хотя в волнениях участвовали некоторые белые, их движущей силой выступили чёрные американцы, воспринявшие ответные действия властей как форму расизма.
Чтобы подавить бунт и пресечь нарушения порядка, губернатор Джордж Ромни вызвал подразделения сухопутных войск Национальной гвардии штата Мичиган (8 000 солдат с бронетехникой, в том числе танками M41 Walker Bulldog), в город по приказу президента Линдона Б. Джонсона были введены армейские формирования: 82-я и 101-я воздушно-десантная дивизии (4 700 человек). В ходе этих рейдов погибло около 43, ранено 467, арестовано 7200 человек и повреждено более 2000 зданий.
События в Детройте подробно освещались в средствах массовой информации страны: новостями о событиях изобиловали прямые эфиры телеканалов и газетные статьи. Первая по популярности газета Детройта Detroit Free Press получила Пулитцеровскую премию за освещение местных событий за свои репортажи.

## Предыстория
Расовые отношения в Детройте многие жители США в начале 1960-х годов оценивали как предельно острые. Ещё в начале XX века, когда темнокожие жители стали активно мигрировать на северо-восток США, в городе Детройте стремительно возросло чёрное население. Образовалась большая нехватка жилья и усилилась конкуренция за низко- и неквалифицированные рабочие места в автомобильной промышленности. Чернокожие поначалу испытывали сильную культурную дискриминацию при том, что составляли конкуренцию белым эмигрантам из южной и восточной Европы, не разделявшим господствовавшие в США расовые предрассудки. Лучше организованные внутри своих общин, к 1960 году чёрные приспособились к новым условиям жизни в Детройте и по уровню жизни стояли значительно выше, чем те разрозненные белые, которые предпочли лояльность властям.
В начале 1960-х гг. среди чернокожих горожан уже было много процветающих представителей "среднего класса". Они получали удовлетворительные зарплаты, работая в автомобильной промышленности. Детройт представляли два чёрных конгрессмена; были избраны три чёрных судьи; работали два чёрных члена совета Детройта по образованию; жилищная комиссия состояла на 40 % из чёрных; 12 чёрных депутатов от города Детройта заседали в парламенте штата Мичиган; один из девяти постоянных членов городского совета Детройта был чернокожим. Город Детройт получил немало федеральных средств при содействии президента Джонсона, эти средства расходовали в основном на благоустройство центральных частей города, а также программы по борьбе с бедностью и другими социальными проблемами. Газета «Вашингтон пост» заявила, что в Детройте в городских школах проводили «ведущие и самые решительные реформы в стране в сфере образования». Жилищные условия города не оценивались как худшие по отношению к другим северным городам. В 1965 году Американский институт архитекторов дал Детройту награду за городские застройки. Однако многие чернокожие жители Детройта были недовольны социальными условиями в целом ещё задолго до 23 июля 1967 года и считали, что рост их качества жизни был слишком медленным.

### Занятость
В первые годы после войны город потерял около 150 тыс. рабочих мест в пригородах из-за прекращения военных заказов. В 1950 году общий уровень безработицы находился в районе 10 %. Однако между 1946—1956 гг. General Motors потратил 3,4 млрд долларов США на новые "гражданские" заводы, Ford — 2,5 млрд долларов, а Chrysler — 700 млн долларов. В общей сложности к началу 1950-х гг. открылось 25 новых автомобильных заводов в пригородах Детройта, призванных дать продукцию, удовлетворяющую стремительно растущему спросу на внутреннем рынке. Всё больше горожан стали переезжать из центральных районов в пригороды для того, чтобы там работать.
В 1950 году 15,9 % чёрных были безработными, тогда как белых — только 6 %. Вновь прибывшие с юга в Детройт чернокожие не имели достаточного стажа и необходимого образования для работы на автомобильном заводе, по этой причине их по-прежнему мало кто брал на работу. За исключением компании Ford, которая вновь наняла большое количество таких чернокожих на свои сборочные заводы, где для работы на конвейерах не требовалось какой-либо квалификации. Заводы других компаний стали принимать на работу чёрных лишь после череды банкротств и слияний мелких и средних автомобильных фирм начала 1950-х гг, в итоге образовавших наряду с Фордом "большую Детройтскую тройку", целиком перешедшую на конвейерную сборку. Кроме автопрома и прочей индустрии, чернокожим с юга США на севере была доступна в основном самая простая, не почётная, тяжёлая обслуживающая работа — артистами, официантами, водителями, дворниками, уборщиками, так как они происходили из тех мест, где "цветные" зачастую не заканчивали даже полных средних школ, а только начальное образование, которое на юге США считалось достаточным для чернокожих по причине их "расовых особенностей", отражённых в сегрегационных законах. Чёрным с хорошим образованием можно было стать в США только на севере, причём во втором и третьем поколениях при условии сознательного выхода из городских "чёрных гетто". Успешное окончание колледжей "только для цветных" давало возможность "хорошо трудоустроиться" — например, бухгалтерами, делопроизводителями, механиками, социальными работниками, вспомогательным медперсоналом, наконец руководителями низшего и среднего звена или учителями начальных классов и т.д. Именно здесь по сути и начиналась трудовая конкуренция между приезжими белыми и пришлыми чернокожими, т.к. ставшая крайне избирательной в ходе мировых войн иммиграционная политика США предлагала "американскую мечту" только наиболее ценным кадрам в разорённых войнами странах, а не всем подряд как ранее. Сталкивавшиеся с повсеместной расовой сегрегацией внутри страны, гражданами которой они юридически были по рождению, чернокожие на севере массово испытывали к вновь прибывающим белым иностранцам, которым полагались те же блага, что и местным белым, враждебные настроения и чувства. Вражда становилась взаимной по указанной выше причине — конкуренции за рабочие места. Одним из самых больших изменений после бунта было снижение начального уровня требований (и начальной почасовой оплаты труда соответственно) к работе авто-сборщиком и розничным продавцом, что временно устранило конкуренцию между белыми и цветными в данных профессиях, ставших поэтому в Детройте всецело "цветными".

### Застройка
В Детройте по мере развития городской экономики строили много зданий различного назначения, но доступного съёмного жилья было очень мало. Руководство города приняло несколько проектов по обновлению застройки после Второй мировой войны. В частности приняли ряд проектов по реконструкции старых жилых районов, цены на аренду домов и квартир в которых были доступны чернокожим с юга и потому быстро ставшими "чёрными гетто" Детройта. В течение 1930-60-х гг. Детройт считали мировым лидером по обновлению городской застройки и развитию агломерации. И действительно, планы по реконструкциям были грандиозные, цены на жильё постоянно снижались, т.к. белое население массово переезжало из "морально устаревших" городских квартир в пригородные дома, отвечавшие всем современным требованиям высокого уровня жизни, а в оставленные и потому упавшие в цене квартиры также массово заселялись уже чернокожие. Город получил средства на развитие комплекса Detroit Medical Center, Lafayette Park, Central Business District Project One и Chrysler Freeway. Получилось "чёрное гетто наоборот": вместо самого бедного городского района (округа) "только для цветных" вдали или на отшибе богатых и престижных центральных районов "только для белых" — целый город в руках "цветных", окружённый белыми спальными пригородам.

## Хронология событий

### 23 июля
В ночь на воскресенье, 23 июля 1967 года полицейские Детройта провели обыск в нелицензированном для работы ночью Спикизи «Слепые Свиньи». Надеясь найти только несколько человек внутри, они обнаружили там 82 человека, в основном темнокожих, которые праздновали возвращение двух местных ветеранов вьетнамской войны. Полиция попыталась арестовать всех присутствующих и стала готовиться к их перевозке. Тогда в знак протеста вокруг полицейских собралась толпа.
После того, как последняя полицейская машина уехала с арестованными, на улицах города группа темнокожих стала устраивать хаос и грабить различные магазины. После этого беспорядки перешли лишь с одной улицы на всю ближайшую округу соседних улиц и районов. В 7 часов утра полицейские осуществили первый арест по поводу грабежей. Полиция штата, Управление шерифа округа Уэйн и Национальная гвардия штата Мичиган были предупреждены о беспорядках, но по причине того, что это было воскресенье и к тому же лето, многих сотрудников не было на работе, комиссар полиции Рэй Жирарден взял время на то, чтобы собрать полные силы полиции, которые было возможно. В воскресенье на 12-й улице атмосфера была подобна «карнавалу», как описывают полицейские: полиция наблюдала грабежи, но людей арестовывали крайне редко по той причине, что было недостаточно полицейских, некоторые полицейские не видели смысла кого-либо арестовывать, так как были уверены, что бунт будет локализован и скоро закончится. Полиция всё же провела несколько зачисток вдоль 12-й улицы, но вскоре оказалось, что эти зачистки были неэффективны, так как неожиданно появилось очень много людей на улице. Местные средства массовой информации избегали отчётности о беспорядках в городе, чтобы не посеять ещё больший хаос.
Тем временем беспорядки распространились за пределы 12-й улицы — едва ли не по всему городу. В воскресенье днём СМИ уже во весь голос говорили об инциденте, поэтому люди, посещавшие игры бейсбола, театры и другие мероприятия были предупреждены о беспорядках и, по возможности, не выходили из дома вообще. После одной из игр местной команды «Тигры Детройта», игрок команды Вилли Хортон, чёрный житель Детройта, выросший недалеко от того самого бара на 12-й улице, отправился на место беспорядков, и стоял там на крыше своего автомобиля в середине толпы в бейсбольной форме, пытаясь остановить разъярённых людей, но его попытки были тщетными.

### 24 июля

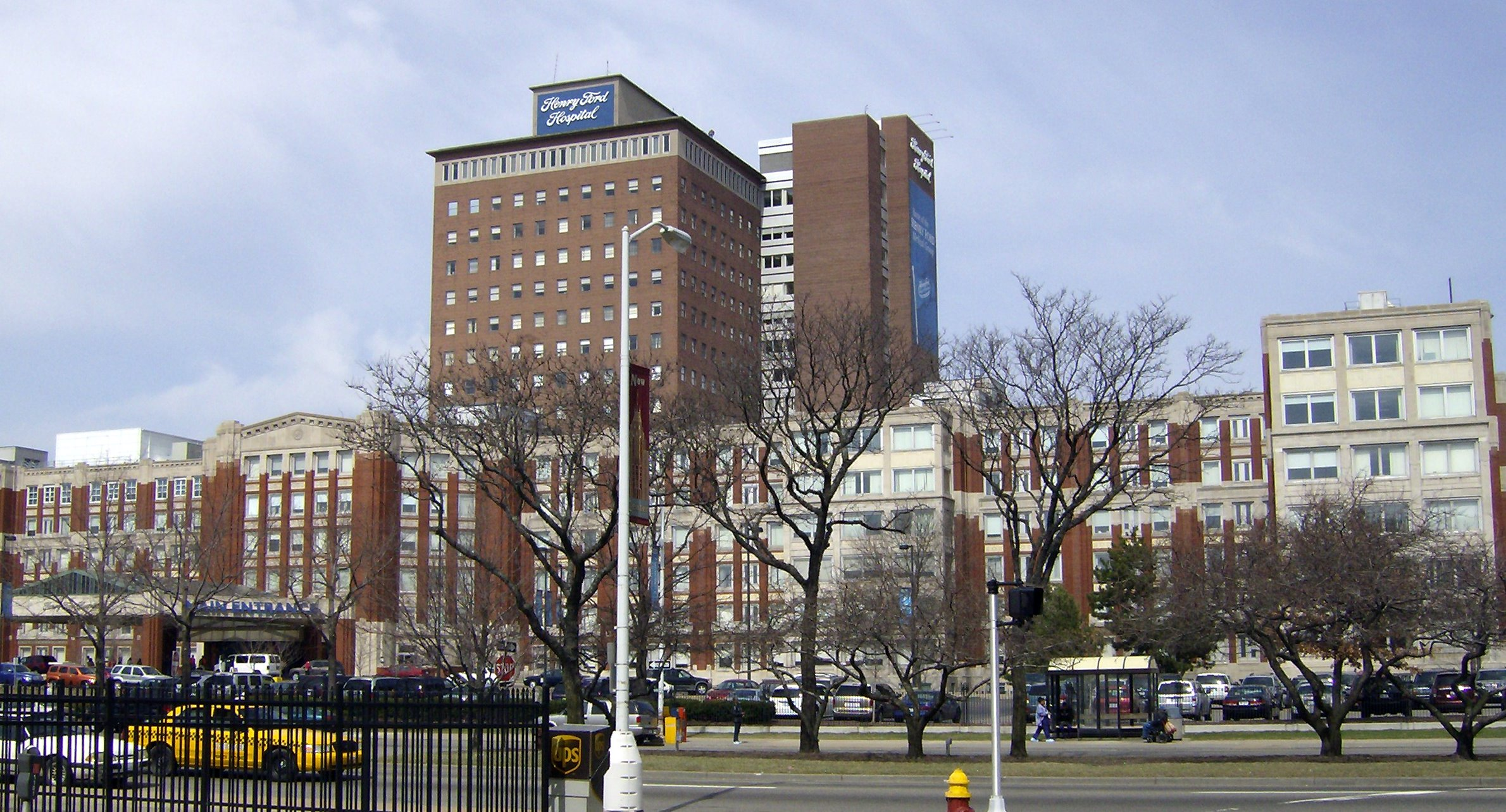
24 июля сорок гвардейцев Национальной гвардии находились в госпитале Генри Форда, где лечились люди с травмами после бунта в Детройте

Силы полиции штата Мичиган и управления шерифа округа Уэйн были направлены на помощь Детройтским полицейским для наведения порядка, так как полицейских в Детройте крайне не хватало. Из-за распространения насилия полиция начала производить многочисленные аресты, чтобы очистить улицы от бунтовщиков. Задержанных размещали во временных тюрьмах. Более 80 % арестованных были темнокожими, около 12 % от общего числа были женщины. Национальная гвардия штата Мичиган не имела полномочий арестовывать людей, поэтому все аресты осуществляли полицейские Детройта и полиция штата Мичиган, арестовывались также те люди, которые просто подозревались в грабежах и разбое.
Насилия по всему городу в понедельник только увеличивались, было зафиксировано 483 пожара, 1800 арестов, всего за час происходил в среднем 231 инцидент. Грабежи и поджоги были широко распространены. Люди стреляли в пожарных, которые пытались погасить горящие здания. В ходе беспорядков из оружейных магазинов было украдено 38 пистолетов и 2498 винтовок. Стало очевидно, что правоохранительным силам Мичигана, в том числе Детройта, уже не под силу остановить беспорядки в городе. В понедельник член правительства США Джон Коньерс, который был против развёртывания войск в городе Детройт, пытаясь ослабить напряжённую обстановку в Детройте, ехал по 12-й улице и говорил людям в громкоговоритель, чтобы они успокоились и вернулись в свои дома. Джон остановился, выбрался на капот своего автомобиля и крикнул в мегафон: «Мы с вами! Но, пожалуйста! Это не способ решать проблемы! Пожалуйста, вернитесь в ваши дома!» Толпа забросала его автомобиль камнями и бутылками.

### 25 июля
Незадолго до полуночи в понедельник, 24 июля, президент Линдон Джонсон разрешил использовать федеральные войска, в соответствии с Законом о восстании 1807 года, который разрешает президенту отдать приказ вооружённым силам и направить их в любой из штатов для подавления восстания. За всю историю США подобный приказ понадобился только для Детройта. В 1:30 во вторник, 25 июля, началась операция по отправке в город около 8000 солдат национальной гвардии для подавления восстания, позже их дополнили 4700 десантников и 360 полицейских.

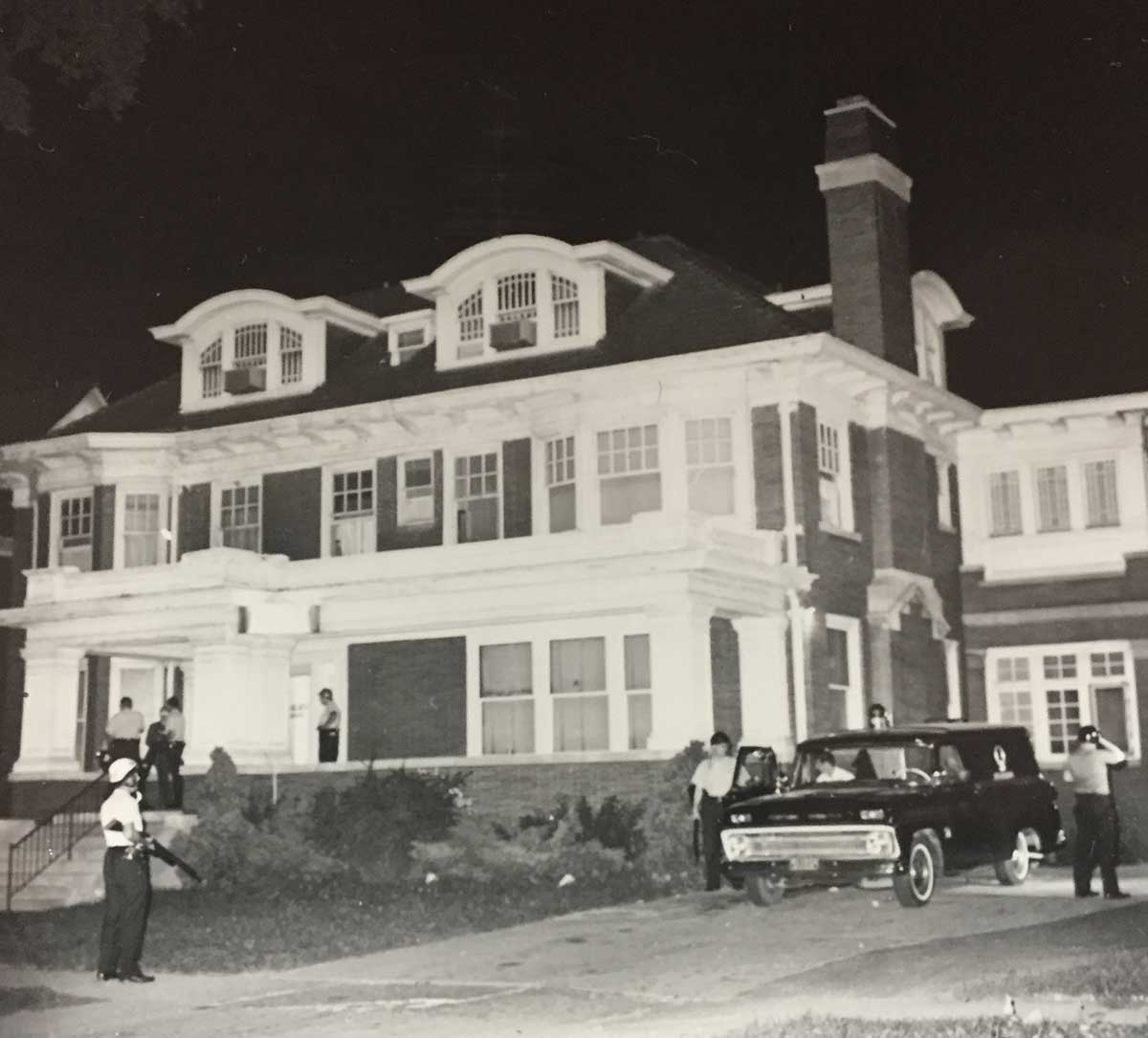
Полиция рядом с мотелем «Алжир» после обнаружения там трёх тел

Полиция также искала у людей оружие, чем было оправдано большое количество проверок автомобилей и частных домов. Было известно, что множество полицейских нарушали свои обязанности и неоднократно издевались над арестованными, как чёрными, так и белыми. Офицеры полиции 10-го Детройтского участка регулярно нарушали свои должностные обязанности и издевались над арестованными, приказывали женщинам обнажаться и ласкать друг друга и наблюдали за этим. Наиболее документально зафиксированный случай злоупотребления со стороны полиции был инцидент в «Алжир Мотель». Трое афро-американцев были найдены мёртвыми в усадьбе. Мотель в Вудворд и Вирджиния Парк был известен своей проституцией. Два белых подростка, которые бросили школу и приехали из Колумбус, штат Огайо, остановились в «Алжир Мотель» и были соседями местных афро-американцев. Известен факт, что три офицера полиции позвали всех спуститься в вестибюль мотеля, и обыскивали их на наличие оружия, угрожали их убить, и один из офицеров бросил в ноги подростка нож, перед тем как приступать обыскивать помещение на наличие оружия. Затем полиция расстреляла мужчин в двух комнатах — их тела обнаружили позже. Полиция отказалась комментировать этот инцидент. Журналист Джон Херси в 1968 году написал книгу об этой истории, которая называется «Инцидент в Алжир Мотель».

### 26 и 27 июля
Большинство солдат Национальной гвардии штата Мичиган были белыми, в то время как армия имела более сбалансированный расовый состав. В результате Национальную гвардию встречали более агрессивно, когда они подходили к центральной части города. Национальная гвардия и армейские части вступали в перестрелки с жителями города, в результате чего погибло достаточно много местных жителей и военных. На 12 убитых бунтовщиков приходился 1 убитый военный. Войскам было приказано не открывать огонь без приказа своего командира. Танки и пулемёты использовались для сохранения мира и порядка в городе. Кадры видеосъёмок и фотографии были показаны всему миру, кадры на которых видно, что город заполонён огнём и повсюду танки и военные.
В четверг, 27 июля, на улицах Детройта был более или менее восстановлен порядок. Вывод войск начался в пятницу, 28 июля. В пятницу кое-где ещё возникали пожары, но уже значительно меньше, нежели в четверг. В субботу, 29 июля войска были выведены из города окончательно. Беспорядки в Детройте послужили катализатором для возникновения других, хотя и значительно меньших беспорядков в других городах. Бунты прошли в таких городах как Понтиак, Флинт, Сагино, Гран-Рапидс (штат Мичиган), а также в Толидо, штат Огайо, Нью-Йорке, Хьюстоне, Тусоне. В целом нарушения были зарегистрированы более чем в двух десятках городов.

## Нанесенный ущерб
В Детройте, по оценкам[кого?], 10 000 человек приняли участие в массовых беспорядках. В течение пяти дней погибли 43 человека: 33 чёрных и 10 белых. Пострадали 407 человек: 182 гражданских лица, 214 офицеров полиции Детройта, 134 пожарных Детройта, 55 солдат Национальной гвардии, 67 сотрудников полиции штата, 8 солдат армии США. Арестованы 7231 человек: 6528 взрослых, 703 несовершеннолетних; самому молодому 4 года, самому старшему 82 года. Половина из арестованных имели судимости, большинство — чёрные. Из всех арестованных 64 % арестованы за обвинения в разбое и грабежах, 14 % — за нарушения комендантского часа. 2509 магазинов разграблены или сожжены, 388 семей остались без крова, 412 домов сожжены или повреждены настолько, чтобы подлежать сносу. Финансовый ущерб от грабежей и поджогов оценивается[кем?] в диапазоне от 40 млн до 80 млн долларов.

## В искусстве
В 2017 году на экраны вышел фильм «Детройт» режиссёра Кэтрин Бигелоу, который рассказывает о произошедших событиях в «Алжир Мотеле».
Бунт 1967 года также упоминается в романе Джеффри Евгенидиса «Средний пол» и в фильме 2007 года «Через Вселенную».